# قطعنامه ۱۹۷۲ شورای امنیت
قطعنامه  ۱۹۷۲ شورای امنیت سازمان ملل متحد که در تاریخ ۱۷ مارس ۲۰۱۱ تصویب شد، سندی بین‌المللی دربارهٔ بررسی وضعیت سومالی است. این قطعنامه طی نشست ۶۴۹۶ام با ۱۵ رای موافق، ۰ مخالف و ۰ ممتنع تصویب شد.